# 볼흐라드

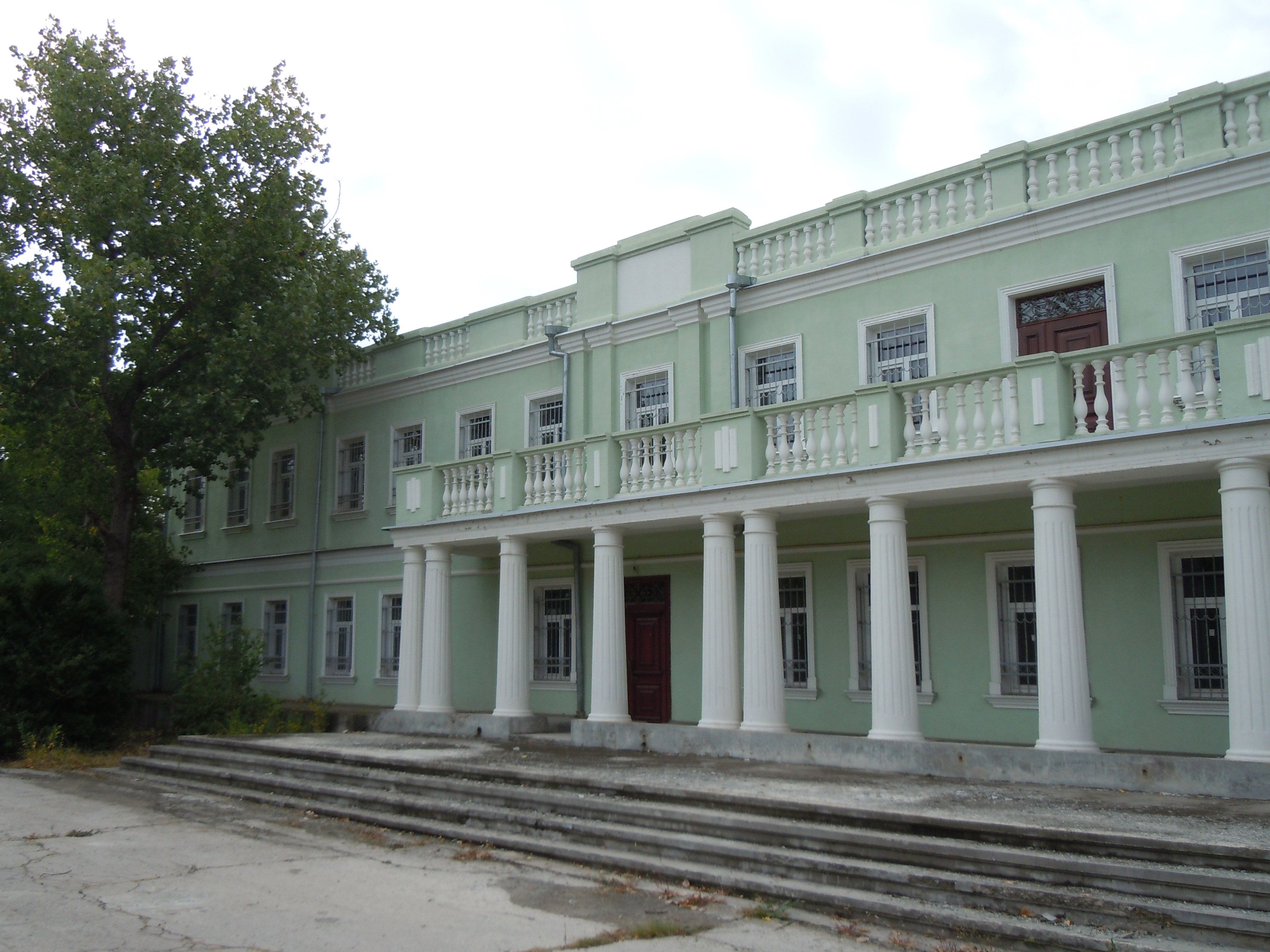
볼흐라드 시청

볼흐라드(우크라이나어: Болград, 불가리아어·러시아어: Болград 볼그라드, 루마니아어: Bolgrad 볼그라드[*])는 우크라이나 남서부에 위치한 오데사주의 도시로 면적은 94km2, 높이는 75m, 인구는 15,479명(2011년 기준), 인구 밀도는 164.6명/km2이다.
1821년 베사라비아에 거주하던 불가리아인들에 의해 건설되었다. 1856년부터 1859년까지는 몰다비아 공국, 1859년부터 1878년까지, 1918년부터 1940년까지, 1941년부터 1944년까지는 루마니아의 지배를 받았고 1991년까지는 소련의 지배를 받았다. 우크라이나의 대통령을 역임한 페트로 포로셴코의 출생지이기도 하다.

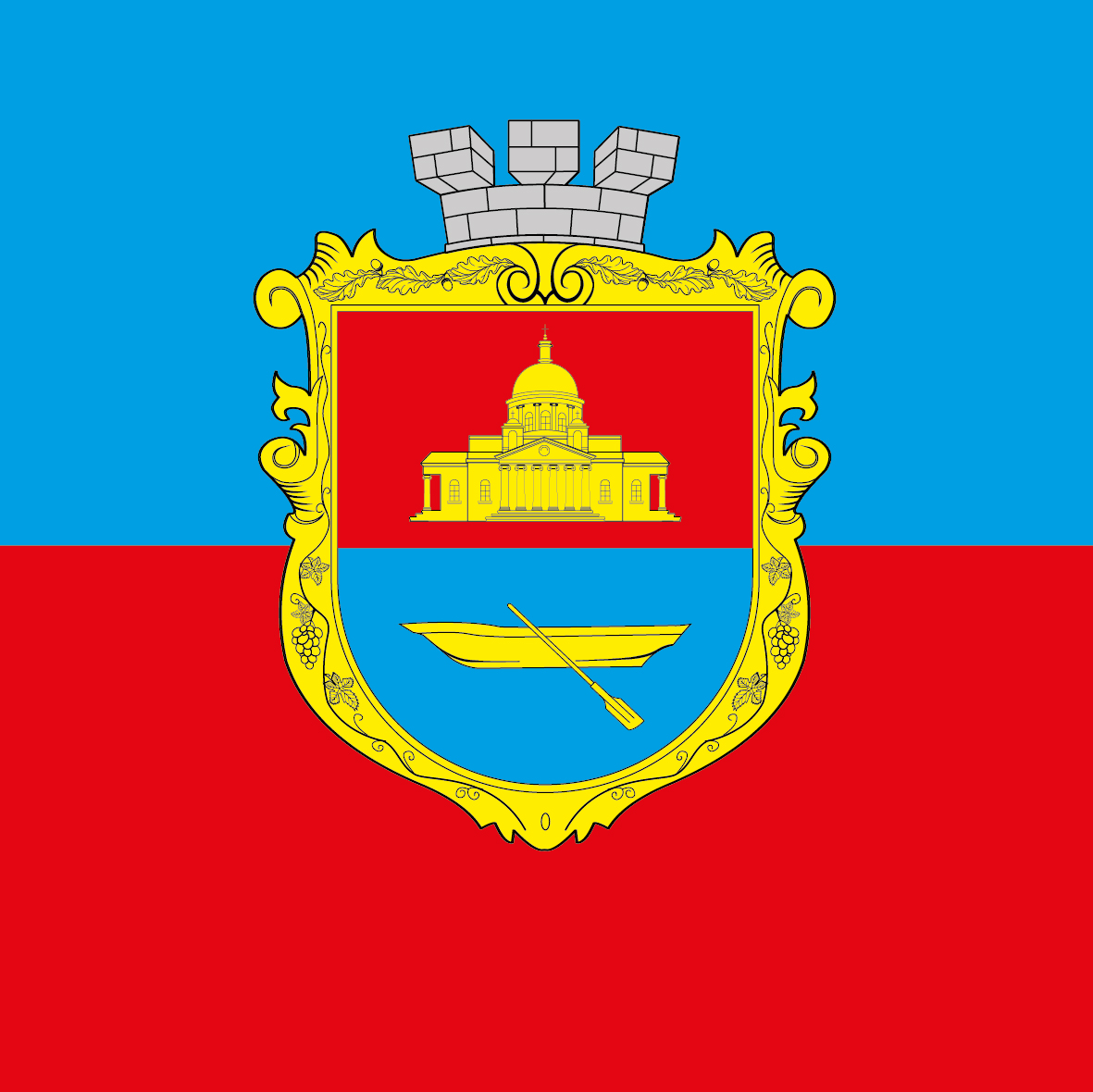
시기
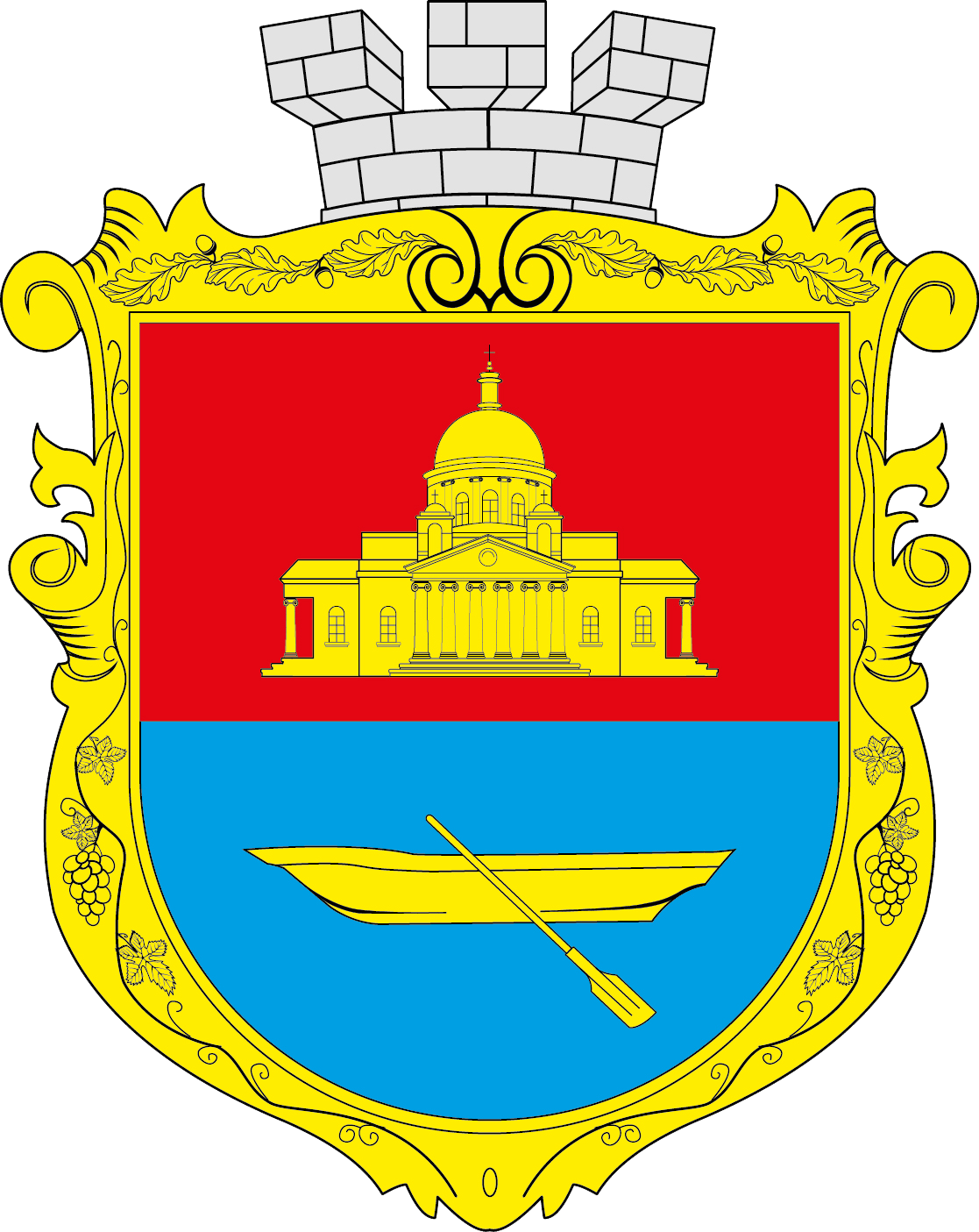
시 문장

## 인구
| 연도        | 인구   | ±%     |
| ----------- | ------ | ------ |
| 1930        | 14,280 | —      |
| 1941        | 10,713 | −25.0% |
| 2001        | 17,353 | +62.0% |
| 2011 (est.) | 15,479 | −10.8% |